# Héros muet
Un héros muet est le personnage principal d'une histoire lorsque celui-ci n'intéragit pas verbalement avec les autres protagonistes. Souvent, cette interaction existe dans les faits mais est implicite dans la narration : les paroles du personnage ne sont simplement pas rapportées.

## En littérature
- Certains livres-jeux, dont ceux de la collection Un livre dont vous êtes le héros, présentent un héros muet. Le lecteur assumant l'identité du personnage, ses paroles sont donc implicites.
- Dans le roman Monsieur l'Enfant et le Cercle des bavards (2006) de Frédérick Tristan, l'enfant est muet et juge le comportement des bavards.

## Dans les jeux vidéo
Les héros muets prévalent dans le domaine du jeu vidéo, plus particulièrement dans les jeux anciens où les restrictions technologiques limitaient les possibilités de dialogues étendus.
Néanmoins, certains jeux vidéo modernes continuent de faire usage d'un héros muet (pour des raisons artistiques, d'identification du joueur). Parmi ces personnages, on compte notamment :
- Claude Speed de Grand Theft Auto III
- Chrono de Chrono Trigger
- Link de la série The Legend of Zelda
- Gordon Freeman de Half-Life
- Chell de Portal et Portal 2
- Mario, notamment dans les jeux Mario and Luigi où lui et son frère ne s'expriment que par onomatopées. Cela ne s'applique néanmoins pas vraiment à Luigi, qui parle dans de nombreux autres jeux (à l’exception notable des jeux Luigi's Mansion dont il est le protagoniste principal).
- Le personnage principal des deux premiers Wing Commander (officiellement nommé Christopher Blair et joué par Mark Hamill dans Wing Commander III)
- Les personnages principaux de la série Suikoden (excepté Suikoden III, Tierkreis et Tactics)
- Les héros de la série Pokémon.
- Le Doomguy ou Doom Slayer, protagoniste de la série Doom, bien qu'on l'entende prononcer quelques mots dans une séquence de flash-back dans l'épisode Doom Eternal.
- Crash Bandicoot de la série Crash Bandicoot.
- Les héros de la série Dragon Quest.

## Au cinéma
Il existe des héros muets au cinéma, bien qu'ils y soient rares. Il faut néanmoins distinguer ces films des films de cinéma muet, où c'est l'ensemble des personnages qui sont silencieux et non uniquement le personnage principal.
On peut évoquer le personnage de Silent Bob de Jay & Silent Bob, qui apparaît dans divers films dont Dogma et Jay et Bob contre-attaquent (Jay and Silent Bob Strike Back). Il est quasiment silencieux, à l'exception d'une phrase par film (ceci étant une moyenne). 